# Norman McCabe
Norman McCabe (10 février 1911 à Newcastle upon Tyne - 17 janvier 2006 à Los Angeles) est un dessinateur et cartooniste américain. Il travaille dès les studios d'animation de Warner Bros..

## Filmographie

### Comme réalisateur
- 1940 : The Timid Toreador
- 1941 : Porky's Snooze Reel
- 1941 : Robinson Crusoe Jr.
- 1942 : Who's Who in the Zoo
- 1942 : Daffy's Southern Exposure
- 1942 : Hobby Horse Laffs
- 1942 : Gopher Goofy
- 1942 : The Ducktators
- 1942 : The Impatient Patient
- 1942 : The Daffy Duckaroo
- 1943 : Confusions of a Nutzy Spy
- 1943 : Hop and Go
- 1943 : Tokio Jokio

### Comme animateur
- 1936 : Le Refuge de Porky (Porky in the North Woods)
- 1937 : Porky's Building
- 1938 : L'Anniversaire de Porky (Porky's Party)
- 1938 : Porky à Zinzinville (Porky In Wackyland)
- 1938 : Porky en Égypte (Porky in Egypt)
- 1939 : Porky's Tire Trouble
- 1940 : Pilgrim Porky
- 1941 : A Coy Decoy
- 1964 : La Vie en rose (The Pink Phink)
- 1965 : Viva Daffy (Assault and Peppered)
- 1966 : Daffy à votre service (Daffy Rents)
- 1967 : Daffy's Diner
- 1969 : Fistic Mystic
- 1969 : Pas de civet pour Renard (Rabbit Stew and Rabbits Too!)
- 1969 : Shamrock and Roll
- 1970 : Christmas Is
- 1972 : Fritz le chat (Fritz the Cat)
- 1974 : Le Passager clandestin (Pink Aye)
- 1975 : The Hoober-Bloob Highway
- 1976 : La Panthère en Amérique (Pinky Doodle)
- 1977 : Une faim de panthère (Therapeutic Pink)
- 1977 : Bugs Bunny's Easter Special
- 1977 : Bugs Bunny's Howl-oween Special
- 1978 : La Trompette de la Panthère rose (Pink Trumpet)
- 1979 : Bugs Bunny's Thanksgiving Diet
- 1980 : Pontoffel Pock, Where Are You?
- 1981 : Une Panthère Amou...rose (The Pink Panther in 'Pink at First Sight')
- 1981 : Un Noël de Chipmunk (A Chipmunk Christmas)
- 1982 : The Grinch Grinches the Cat in the Hat
- 1982 : Les 1001 contes de Bugs Bunny (Bugs Bunny's 3rd Movie: 1001 Rabbit Tales)
- 1983 : L'Île fantastique de Daffy Duck (Daffy Duck's Fantastic Island)
- 1988 : SOS Daffy Duck (Daffy Duck's Quackbusters)